# Johann Wilhelm von Twickel
Johann Wilhelm von Twickel (* 19. Juli 1682 in Havixbeck; † 30. September 1757 in Hildesheim) war Geheimrat und Weihbischof von Hildesheim.

## Leben

### Herkunft und Familie
Johann Wilhelm von Twickel wurde als Sohn des Christoph Bernhard von Twickel (1654–1719, Amtsdroste und Geheimrat) und seiner Gemahlin Anna Franziska Sybilla Droste zu Senden (1649–1730) geboren und wuchs mit seinen Brüdern Ernst Friedrich, Jobst Matthias und Johann Rudolf in der uralten westfälischen Adelsfamilie von Twickel auf.

### Werdegang und Wirken
Nach den Studien an den Universitäten Trier und Straßburg erhielt er durch Nomination des Domkapitels im Jahre 1706 eine Dompräbende in Münster. Nachdem er im Sommer 1715 als Sondergesandter in Regensburg und Wien eingesetzt war, erhielt er 1717 durch päpstliche Provision eine weitere Präbende in Hildesheim. Seine Weihe zum Priester fiel auf den 18. Juli 1717.
Am 22. Dezember 1719 wurde er zum Drost des Amtes Poppenburg bestallt und am 11. Juni 1722 zum Geheimen Rat in Speyer ernannt. Zwei Jahre später war er Deputierter bei der Münsterschen Landschaftspfennigkammer.
Zeitweise war Johann Wilhelm für seinen Bruder Johann Rudolf vertretungsweise Droste in Rheine-Bevergern.
Die Ernennung zum Vicedominus des Domkapitels Münster fiel auf den 2. Januar 1731.
Am 27. Juni 1735 wurde er zum Titularbischof von Arethusa und Weihbischof von Hildesheim ernannt. Die Weihe durch Weihbischof Ferdinand Oesterhoff war am 11. September 1735. Am 24. Januar 1742 assistierte er im Bischofsamt bei der Wahl des Kaisers in Frankfurt. Sein Wirken als Weihbischof war dadurch gekennzeichnet, dass er – wie auch sein Bruder Ernst Friedrich – sich viel um seelsorgerische Angelegenheiten (einheitliche Liturgie, Zusammenarbeit benachbarter Pfarreien) zu kümmern hatte, weil der Fürstbischof sich anderen Dingen widmete.
Johann Wilhelm bekleidete viele Ämter:
- 1731 Propst des Allerheiligenstifts in Speyer
- 1732–1734 Archidiakon in Elze (Hildesheim)
- 1734 Archidiakon in Hildesheim (Hildesheim)
- 1735 Domkantor Speyer
- 1745 Apostolischer Vikar für Ober- und Niedersachsen
- 1749 Statthalter und Regierungspräsident im Hochstift Hildesheim
- 1755 Propst von St. Trinitatis in Speyer
- 1756 Hildesheimer Domdechant

## Sonstiges
Am 14. Oktober 1755 machte Johann Wilhelm sein Testament und bestimmte seinen Neffen Clemens August zum Universalerben. Er ist, wie auch sein Bruder, im Hildesheimer Dom begraben.

## Ehrungen und Auszeichnungen
- 1755 Großkreuzherr des Michaelsorden